# Горский, Иван Павлович
Иван Павлович Горский (1907—1984) — советский учёный в области аэродинамики, лауреат двух Сталинских премий.

## Биография
Более 50 лет (1933—1984) работал в ЦАГИ.
В 1943—1945 академик С. А. Христианович, В. Г. Гальперин, И. П. Горский и А. П. Ковалев проводили исследования аэродинамики крыльев при больших скоростях полёта. Они установили основные закономерности, определяющие характеристики крыльев при сверхкритических скоростях. За эти работы в 1946 году им была присуждена Сталинская премия.
Ими впервые был обнаружен и сформулирован «Закон трансзвуковой стабилизации».
С 1945 года И. П. Горский участвовал в работах по стреловидным крыльям.

## Награды и звания
- орден Красной Звезды (16.9.1945)
- Сталинская премия второй степени (1946) — за экспериментальные исследования по аэродинамике больших скоростей (1945)
- Сталинская премия первой степени (1952) — за работу в области техники